# Jatropha
 Der er for få eller ingen kildehenvisninger i denne artikel, hvilket er et problem. Du kan hjælpe ved at angive troværdige kilder til de påstande, som fremføres i artiklen.

 Denne artikel bør gennemlæses af en person med fagkendskab for at sikre den faglige korrekthed.

Jatropha, også kaldet purgérnødtræ, kommer fra det centrale Sydamerika, men er efterhånden blevet spredt uder over den tropiske del af verden, bl.a. fordi frøene kan bruges til afføringsmiddel. Olien i frøet indeholder bl.a. ricin, som også findes i amerikansk olie. Udover stoffet ricin er der også mange andre stoffer, som er giftige. Hvis man får en lille overdosis, kan det gå meget galt.

## Beskrivelse
Jatropha har en kort stamme, med en krone med grove grene. Bladene er langstilkede. Bladene er tre- til femlappede og er 5 – 10 cm brede og lange. I perioder hvor det er tørt ta